# グエン・ティ・キム・ガン
グエン・ティ・キム・ガン（ベトナム語: Nguyễn Thị Kim Ngân, 漢字: 阮氏金銀, 1954年4月12日 - ）は、ベトナムの女性政治家。ベトナム共産党政治局員。第8代国会議長。

## 経歴
南部ベンチェ省ゾンチョム県チャウホア社出身。1981年12月9日に入党し、翌82年12月9日に正式に承認された。1995年4月、財務次官に任命。
2001年のベトナム共産党第9回党大会において党中央委員に選出された。2002年9月には北部ハイズオン省トップの同省党委員会書記に任命される。
2006年3月の第10回党大会において党中央委員に再選。
2007年、グエン・タン・ズン内閣の労働傷病兵社会相に任命され、同年8月2日に第12期第1回国会において承認された。
2011年1月、第11回党大会において党中央委員および党書記局員に選出される。同年7月23日、第13期国会第1回会議において国会副議長に選出。
2013年5月、第11期第7回党中央委員会総会において党政治局員に補選され、党内序列第15位となる。
2016年1月の第12回党大会において党政治局員に再選され、党内序列4位に昇格した。同年1月の党中央委員会総会で国会議長候補に指名された。地方、中央の双方で幅広い経験を積んでいるのが強みとされ、ベトナム国会が実施した2013年、2014年の政府要職者に対する信任投票では「高信任」の比率が最も高かった。
2016年3月31日、第13期国会第11回会議においてベトナム初の女性国会議長に選出された。また、「四柱」と呼ばれる国の最高指導者4人（共産党書記長、国家主席、国会議長、首相）に女性が選ばれるのも今回が初めてであった。
2023年11月3日、旭日大綬章受章。